# Sigurd Smehus Kringstad
Sigurd Smehus Kringstad (Oslo, 28 dicembre 1987) è un arbitro di calcio norvegese, rappresentante l'Idrettslaget Valder.

## Biografia
Ha un fratello di nome Mathias, anch'egli arbitro nel campionato norvegese.

## Carriera
Smehus Kringstad è un agente di polizia ad Oslo.
Come arbitro di calcio, ha diretto la prima partita in 1. divisjon in data 7 ottobre 2012, dirigendo la sfida tra Ranheim e Notodden (3-2).
Il 10 settembre 2017 è stato invece per la prima volta arbitro in una sfida di Eliteserien, in occasione della partita tra Sandefjord e Viking.
In campo internazionale, il 17 settembre 2020 ha diretto l'incontro tra Flora Tallinn e KR Reykjavík (2-1), valida per i turni preliminari dell'Europa League.
Qualche giorno dopo aver arbitrato la sfida tra Lillestrøm e Jerv del 9 aprile 2022 (4-0), è stato ricoverato in ospedale a causa di una seria forma di polmonite, che successivamente gli ha provocato una serie di complicazioni. In seguito a questo evento, ha dovuto affrontare un periodo di stop di diversi mesi.